# Charlot fait du ciné
Pour plus de détails, voir Fiche technique et Distribution.
Charlot fait du ciné (Behind the Screen) est un court métrage muet américain réalisé par Charlie Chaplin, sorti en 1916.

## Synopsis
Dans un studio de cinéma, travaillent David, un machiniste et Goliath, son superviseur.

## Fiche technique
- Titre original : Behind the Screen
- Titre français : Charlot fait du ciné
- Réalisation : Charlie Chaplin
- Scénario : Charlie Chaplin
- Photographie : Roland Totheroh
- Musique : Michael Mortilla
- Production : Charlie Chaplin, Henry P. Caulfield
- Société(s) de production : Mutual Film
- Pays d'origine :  États-Unis
- Langue originale : muet
- Genre : Comédie
- Durée : 23 minutes
- Dates de sortie :
  -  États-Unis : 13 novembre 1916
  -  France : 17 octobre 1919

## Distribution
- Eric Campbell : Goliath
- Charlie Chaplin : David
- Edna Purviance : la fille
- Albert Austin (non crédité)
- Lloyd Bacon (non crédité)
- Henry Bergman (non crédité)
- James T. Kelley (non crédité)
- Charlotte Mineau (non crédité)
- Wesley Ruggles (non crédité)
- Leo White (non crédité)

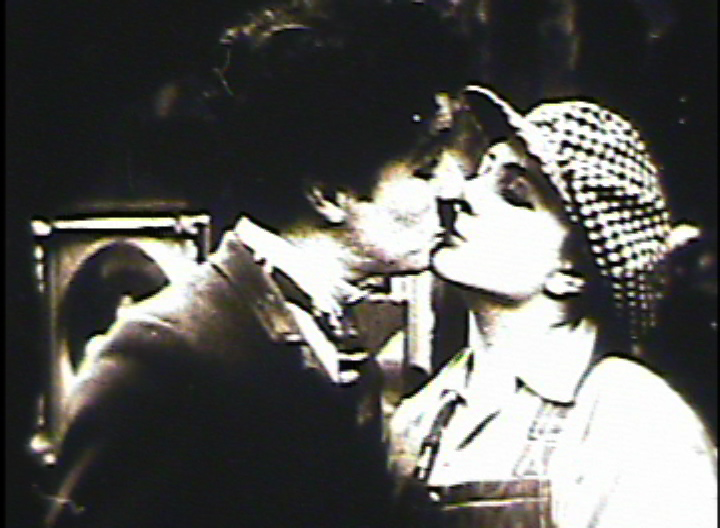
Charlie Chaplin embrasse Edna Purviance habillée en machiniste.

- John Rand : un machiniste (non crédité)